# (3904) Honda
(3904) Honda est un astéroïde de la ceinture principale découvert le 22 février 1988 à l'observatoire de Siding Spring par l'astronome australien Robert H. McNaught.

## Historique
Sa désignation provisoire, lors de sa découverte le 22 février 1988, était 1988 DQ.

## Caractéristiques
Sa distance minimale d'intersection de l'orbite terrestre est de 1,354 140 ua.